# Leiperia australiensis
Leiperia australiensis is een kreeftachtigensoort uit de familie van de Sebekidae. De wetenschappelijke naam van de soort is voor het eerst geldig gepubliceerd in 1996 door Riley & Huchzermeyer.